# Вільядепера
Вільядепера (ісп. Villadepera) — муніципалітет в Іспанії, у складі автономної спільноти Кастилія-і-Леон, у провінції Самора. Населення — 266 осіб (2010).
Муніципалітет розташований на відстані близько 240 км на північний захід від Мадрида, 32 км на захід від Самори.

## Демографія
Динаміка населення (INE ):

## Галерея зображень

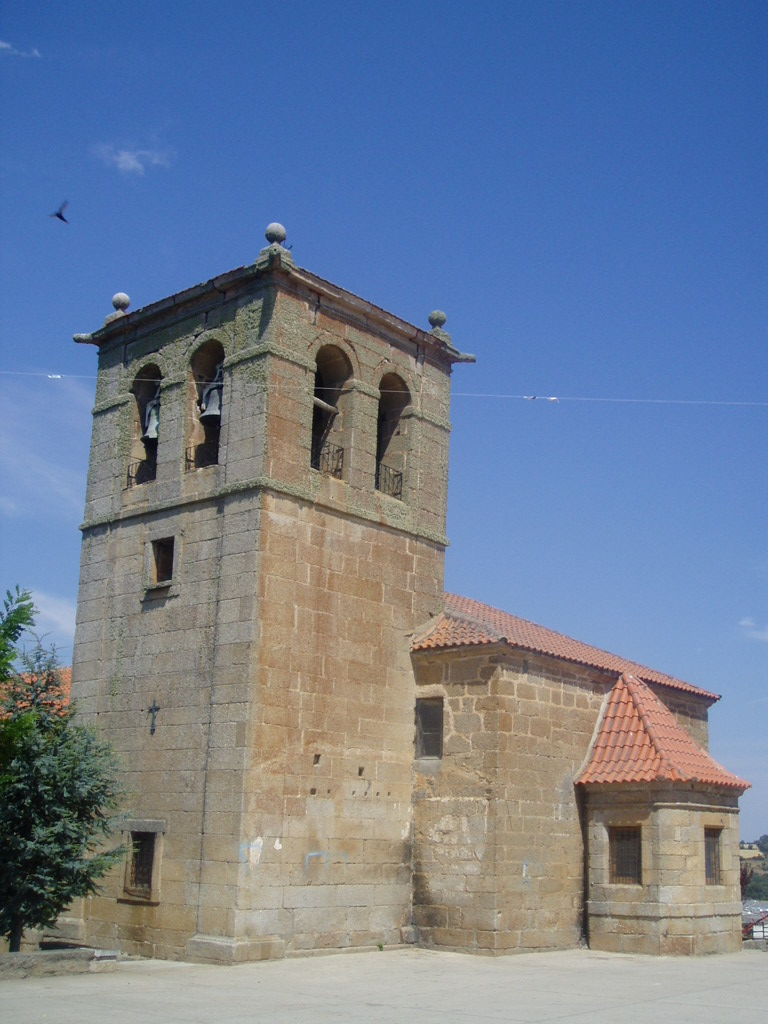
Церква у Вільядепері
Вільядепера у провінції Самора